# Ehemalige Schule Gerkerath

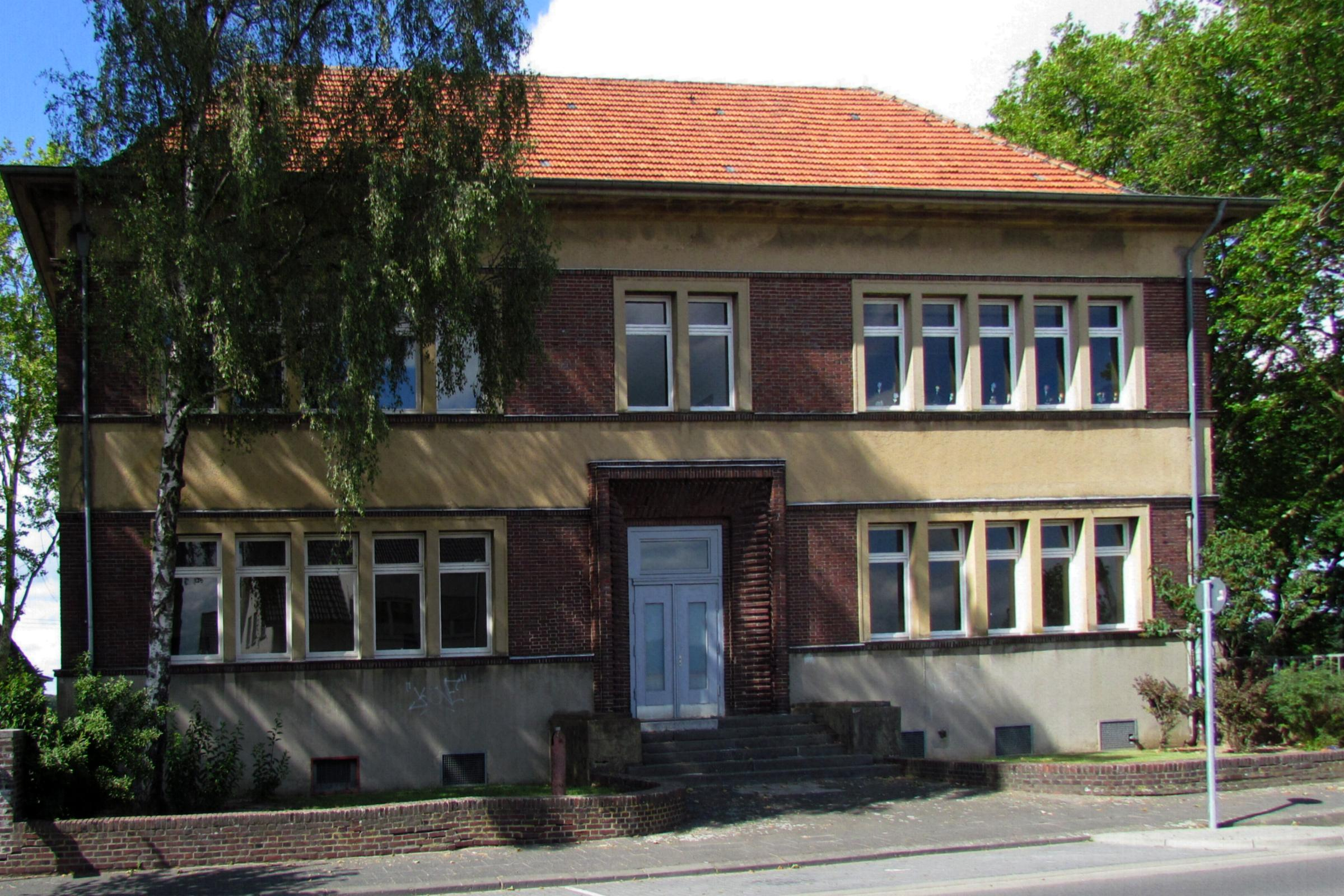
Ehemalige Schule (2014)

Die ehemalige Schule Gerkerath steht im Ortsteil Gerkerath in Mönchengladbach (Nordrhein-Westfalen) im Stadtteil Rheindahlen-Land, Gerkerath 150.
Die Schule wurde 1929 erbaut. Sie ist unter Nr. G 054 am 23. Januar 2013 in die Denkmalliste der Stadt Mönchengladbach eingetragen worden.

## Lage
Die ehemalige Schule von Gerkerath liegt an der Ortseinfahrt am Rande der dörflichen Siedlung in einem noch sehr ländlich geprägten Umfeld. Auf der West-, Nord- und Ostseite ist der Schulhof von mächtigen Platanen eingefasst. Im Nordwesten steht ein kleiner Baukörper unter Walmdach.

## Architektur
Traufständiger, zweigeschossiger Backsteinbau unter weit vorkragendem Walmdach. Der zentrale Mittelrisalit nimmt mit der über eine von starken Steinwangen flankierten Treppenanlage den Hauptzugang auf. Über dem durch Ziegelsteinornamentik profilierten und stark gerahmten Hauptportal befinden sich im ersten Obergeschoss ein Zwillingsfenster. Der Risalit ist beidseitig flankiert von einem je fünfteiligen Fensterband in den beiden Geschossen.
Die deutliche Horizontalbetonung des Gebäudes wird durch wechselnde putz- und backsteinsichtige Streifen erreicht. Der Sockel ist bis zu der von einer Ziegelsteinrollschicht gebildeten Fenstersohlbank verputzt, die Fenster des Erdgeschosses sitzen in einer backsteinsichtigen Fläche, die ebenfalls von Rollschichten gefasste Brüstungszone des Obergeschosses ist wieder verputzt und die Fensterzone des Obergeschosses backsteinsichtig.
Alle Fenster sitzen in kubisch angelegten Putzrahmen und besitzen Einscheibenverglasungen mit Oberlichtern. Der Drempel ist wieder durch einen Putzstreifen bis zur Traufe geprägt. Die Giebelflächen folgen der beschriebenen Horizontalgliederung, besitzen allerdings nur auf jeder Seite jeweils ein Zwillingsfenster in jedem Geschoss. Die Rückseite ist aus Ziegelsteinen – ohne gliedernde Putzstreifen – gemauert. Das Treppenhaus kragt hier deutlich vor. Seine Baukörperkanten sind durch Lisenen betont. Es wird auf zwei Seiten durch je drei sehr schmale und über zwei Geschosse reichende Rundbogenfenster mit den erhaltenen und gesprossten Holzrahmen belichtet. Die Dacheindeckung besitzt Doppelmuldenziegel.
Im Innern sind in jedem einhüftig erschlossenen Geschoss zwei Klassenräume untergebracht, die durch glatte, einfache Türblätter zugänglich sind. Abgehängte moderne Decken prägen die Klassenräume. Die unteren Wandflächen – etwas über Brüstungshöhe hinaus – der Flure sind gefliest und schließen mit einem farbig abgesetzten Fliesenband ab. Das Fliesenband umschließt auch die Klassentüren bzw. dient als Schutz an den freien Raumecken. Das Treppenhaus zeigt eine repräsentative Treppenanlage aus scharrierten Kunststein-Brüstungen mit aufliegenden Handläufen. Eine Holztreppe mit rundem Antrittspfosten, glatten Balustern und Handlauf führt in das Dachgeschoss.
Der Schulhof wird von einer flachen Mauer mit erneuertem Gitter eingefasst. Auf dem Schulhof stehen große Platanen und abseits des Hauptgebäudes eine kleine, aus Ziegelsteinen erbaute Toilettenanlage unter Walmdach. Vor dem Gebäude flankieren zwei Vorgärten den zentralen Zugang. Sie werden seitlich und zum Bürgersteig von flachen Ziegelsteinmauern mit -pfeilern eingefasst, die in die Treppenanlage des Hauptportals überleiten. Östlich des Gebäudes wird die Zufahrt auf den Schulhof von zwei Ziegelsteinpfeilern flankiert, die mit je einem schlanken Anfahrschutz aus Naturstein versehen sind.
Geschichtliche Daten
Das Gebäude wurde 1929 als Schulhaus für Gerkerath erbaut. Nachdem die Schule aufgelöst worden war, war dort bis zum Jahr 2007 der schulpsychologische Dienst der Stadt untergebracht. Danach lag das Gebäude leer.
Das Schulgebäude ist – bis auf kleinere Veränderungen – original erhalten.
Das als Schule für Gerkerath und die umliegenden Ortschaften erbaute Gebäude stellt sich als repräsentativ gestaltetes Schulhaus der späten 1920er Jahre in einer guten architektonischen Qualität dar.